# Fontaine de Loulié
Le site archéologique de la Fontaine de Loulié est lié à Uxellodunum et à son siège, que les historiens situent au Puy d'Issolud, dans le Lot, près de ce village et de Saint-Denis-lès-Martel (France). 
Il a été le théâtre de la dernière grande bataille de la guerre des Gaules. 

## Les données historiques tirées du livre VIII desCommentaires sur la Guerre des Gaules[1]
Après la capitulation d'Alésia, le Sénon Drappès et le Cadurque Lucterios réunissent leurs troupes. Ils tentent ensuite de rallier des Gaulois pour une nouvelle révolte et d'envahir la Provincia. Le légat Caïus Caninius est chargé de les combattre avec deux légions. Avant d'être rejointes par elles, les troupes gauloises se sont réfugiées sur l'oppidum d'Uxellodunum, en pays cadurque. Arrivé sur les lieux, Caninius a établi trois camps sur les hauteurs et a fait construire des retranchements pour entourer l'oppidum mais n'a pas investi entièrement la place pour ne pas disperser ses forces. Drappès et Lucterios ont placé un camp à dix miles de l'oppidum qui leur permettait de harceler les Romains. Pour alimenter la ville, Lucterios a recueilli le maximum de vivres dans le pays alentour et a conduit le convoi pour l'introduire dans la place. Celui-ci a été intercepté et mis en fuite par les soldats romains. En interrogeant les prisonniers gaulois, Caninius a su où était le camp de Drappès et l'a détruit en le faisant prisonnier. Étant débarrassé du risque d'attaque extérieure, Caninius il décide de terminer l'investissement de l'oppidum. César a envoyé en renfort deux légions et demi commandées par son légat Caïus Fabius chez les Carnutes et les autres peuples qui avaient été battus pour qu'ils se soumettent. 
Privé des deux chefs de la révolte, l'oppidum a continué à résister. César est averti de l'opiniâtreté de la résistance gauloise, et décide de s’y rendre lui-même, non parce que le danger est grand, mais pour châtier de manière exemplaire l’opiniâtreté de cette petite ville. Il est venu à marche forcée avec sa cavalerie suivi des deux légions de son légat Qintus Calenus. Passant chez les Carnutes, il se fait livrer Gutuater qui est mis à mort. Arrivé devant l'oppidum, il a constaté qu'il était entièrement entouré par les retranchements. Il a alors décidé de priver les Gaulois d'eau. Il a fait placer des machines de guerre pour leur empêcher l'accès à la rivière qui entoure presque entièrement la montagne sur laquelle se trouve l'oppidum, et a fait construire un agger (terrassement) de 60 pieds (18m) de haut surmonté d'une tour de 10 étages (27m) pour interdire aux Gaulois l'accès à une source qui se trouvait au pied des remparts de l'oppidum. Pour assécher la source, César fait construire des galeries souterraines qui ont réussi à atteindre leur but malgré des combats violents et la tentative des Gaulois d'incendier la tour.
Assiégés et privés d’eau, les habitants sont forcés de se rendre et César fait couper les mains des combattants. César se rend enfin en Aquitaine, qu’il n’avait jamais visitée, puis retourne hiverner auprès de ses troupes, en Belgique.

## Le Puy d'Issolud et Uxellodunum
La localisation du siège d'Uxellodunum a longtemps été controversée : si le Puy d'Issolud était souvent cité, plusieurs érudits contestaient cette hypothèse. Ainsi les frères Jean-François Champollion et Jacques-Joseph Champollion placèrent Uxellodunum à Capdenac. 
Armand Viré a dressé la liste des érudits qui se sont déclarés en faveur du Puy-d'Issolud depuis le XVIIe siècle, en 1912 : « Mérula (1605) ; Scaliger (1610) ; Justel (1645) ; Hauteserre (1648) ; l'abbé Fouilhac (vers 1650) ; Phil. Labbé (1664) ; Odo de Gissey (1686) ; Clarke (1712) ; Lebret (1720) ; l'abbé de Longuerue (1722) ; abbé de Vayrac (1725) ; Cornuau (17..) ; Dom de Brézillac (1757) ; B. P. Amable (17..) ; d'Anville (1779) ; Cathala-Couture (1785) ; Henri Martin (1860) ; Cessac (1862, 63, 65) ; Amédée Thierry (186.) ; Napoléon III et Duruy (1866) ; Castagné (1875) ; Constans (1877) ».

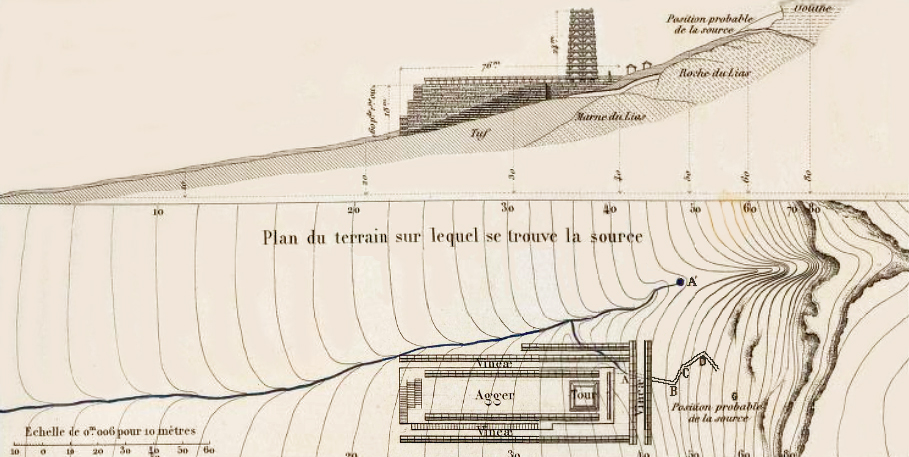
Plan des travaux romains à Uxellodudum : l' agger et la tour de 10 étages interdisant l'accès à la source, proposés par Napoléon III, dans Histoire de Jules César, tome 2, planche 30 (extrait), 1866.

Des fouilles ont été faites au Puy d'Issolud par Jean-Baptiste Cessac en 1865, puis par Antoine Laurent-Bruzy en 1920. Cessac a dégagé un bassin au pied du plateau de l'oppidum en supposant qu'il s'agissait de la source citée dans les Commentaires sur la Guerre des Gaules. 
Des fouilles autorisées par le Service régional de l'archéologie ont été entreprises sur le site du Puy d'Issolud à partir de 1997 et pendant 9 années consécutives à la Fontaine de Loulié sous la direction de Jean-Pierre Girault, archéologue bénévole. Ces fouilles ont confirmé les découvertes du XIXe siècle et des années 1920 et 1930. Elles ont permis de dégager un nombre considérable d'armes romaines et de matériels typiques de la période de la guerre des Gaules (traits de catapultes, flèches à barbelures, clous de sandales) ainsi qu'une couche scellée bien datée du Ier siècle avant notre ère. 
Ce matériel archéologique sert désormais de référence et les résultats des fouilles de J.-P. Girault ont été présentés et validés dans des colloques internationaux mais aussi diffusés dans la presse de vulgarisation scientifique. 
Les études faites par J.-P. Girault ont montré que ce «bassin Cessac» ne peut pas être la source citée dans les Commentaires car il n'est alimenté que pendant une partie de l'année. La source devait être à 15m plus en aval, sur la plateforme en travertin, à l'emplacement du lavoir primitif. C'est dans ce secteur qu'a été trouvée la plus forte concentration d'armements romains. Une autre étude a été la recherche des galeries souterraines construites par les Romains pour assécher la source.
La position de l'agger proposé par Cessac se trouve en fait à l'intérieur des fortifications gauloises. La position probable de l'agger a été probablement trouvée en 2005 avec les sondages faits par Hubert Camus de la société Hypogée. Des essais de tirs par des machines reconstituées réalisés entre 1996 et 2006 ont permis d'étudier les positions probables de la tour, du bassin de recueil des eaux.
Le 26 avril 2001, une commission du ministère de la Culture a officiellement identifié le site du Puy d'Issolud comme le site historique d'Uxellodunum. Une conférence de presse tenue à Toulouse par Michel Vaginay (conservateur au Service régional de l'archéologie de Midi-Pyrénées à Toulouse) et Christian Goudineau (professeur au Collège de France) ont assuré que ce site était bien celui du dernier siège de la résistance des Gaulois aux armées de Jules César. Cette place forte appartenait aux Cadurques. Sa prise marqua la fin de la Guerre des Gaules en 51 av. J.-C. Certains particuliers et association contestent toutefois toujours cette identification.
Si les recherches faites à la Fontaine de Loulié montrent qu'un affrontement important s'y est déroulé entre Romains et Gaulois, pour être conforme au récit du siège, il reste à trouver l'emplacement des camps romains, du système de circonvallation romain. De plus, le récit indique qu'Uxellodunum était une place forte gauloise, mais les quelques recherches faites sur le plateau ont livré peu d'éléments concernant l'occupation gauloise.

## Protection
Le site archéologique a été inscrit au titre des monuments historiques le 29 novembre 2010.